# 大分港駅
大分港駅（おおいたこうえき）は、かつて大分県大分市大字生石にあった日本国有鉄道（国鉄）大分港臨港線の貨物駅である。

## 概要
1950年（昭和25年）4月5日、国鉄日豊本線の支線として、西大分駅から大分港に至る貨物専用線である大分港臨港線が開通した。ただし、この路線は非営業線という取扱であり、国鉄の運賃とは別料金の支払いが必要であった。その後、1955年（昭和30年）12月1日、大分港臨港線は営業線に切り換えられ、当駅が正式に発足した。
大分港臨港線は、西大分駅東側（大分駅寄り）で日豊本線から分岐し、北東に延びて国道10号と平面交差し、さらに大分交通別大線の金谷橋電停と王子町電停との中間で、当時電車通りと呼ばれていた県道22号と平面交差して埋立地に入り、電車通りに沿って東に延びて王子町に達し、その後、スイッチバックして西方に向かい、当駅に達する全長約1.6kmの路線であった。当駅が位置する大分港西大分地区には、当時、木材埠頭や野積場があり、臨港線は主として木材の運搬に利用された。
大分港臨港線は、産業構造の変化に伴う輸送量の減少や、平面交差する国道10号及び県道22号の交通量の増大等のため1984年（昭和59年）2月1日に廃線となり、当駅も廃止された。線路は1987年（昭和62年）に撤去されたが、跡地の一部は緑地化されて「臨港緑地」と名付けられ、往時の痕跡をとどめている。

## 歴史
- 1950年（昭和25年）4月5日：西大分駅 - 大分港間に大分港臨港線が非営業線として開通。
- 1955年（昭和30年）12月1日：大分港臨港線が営業線に切り換えられ、大分港駅が開設される[1]。
- 1984年（昭和59年）2月1日：大分港臨港線廃止[1]。

## 隣の駅
日本国有鉄道
日豊本線（貨物支線）
西大分駅 - 大分港駅